# Paroisse de Nelson
Pour les articles homonymes, voir Nelson.
La paroisse de Nelson est à la fois une paroisse civile et un ancien district de services locaux (DSL) canadien situé dans le comté de Northumberland, à l'est du Nouveau-Brunswick. Dans le cadre de la réforme de la gouvernance locale du 1er janvier 2023, le territoire du DSL a été réparti entre la cité de Miramichi, la communauté rurale de Miramichi River Valley et le village de Nouvelle-Arcadie d'une part et le district rural de Grand Miramichi d'autre part.

## Toponyme

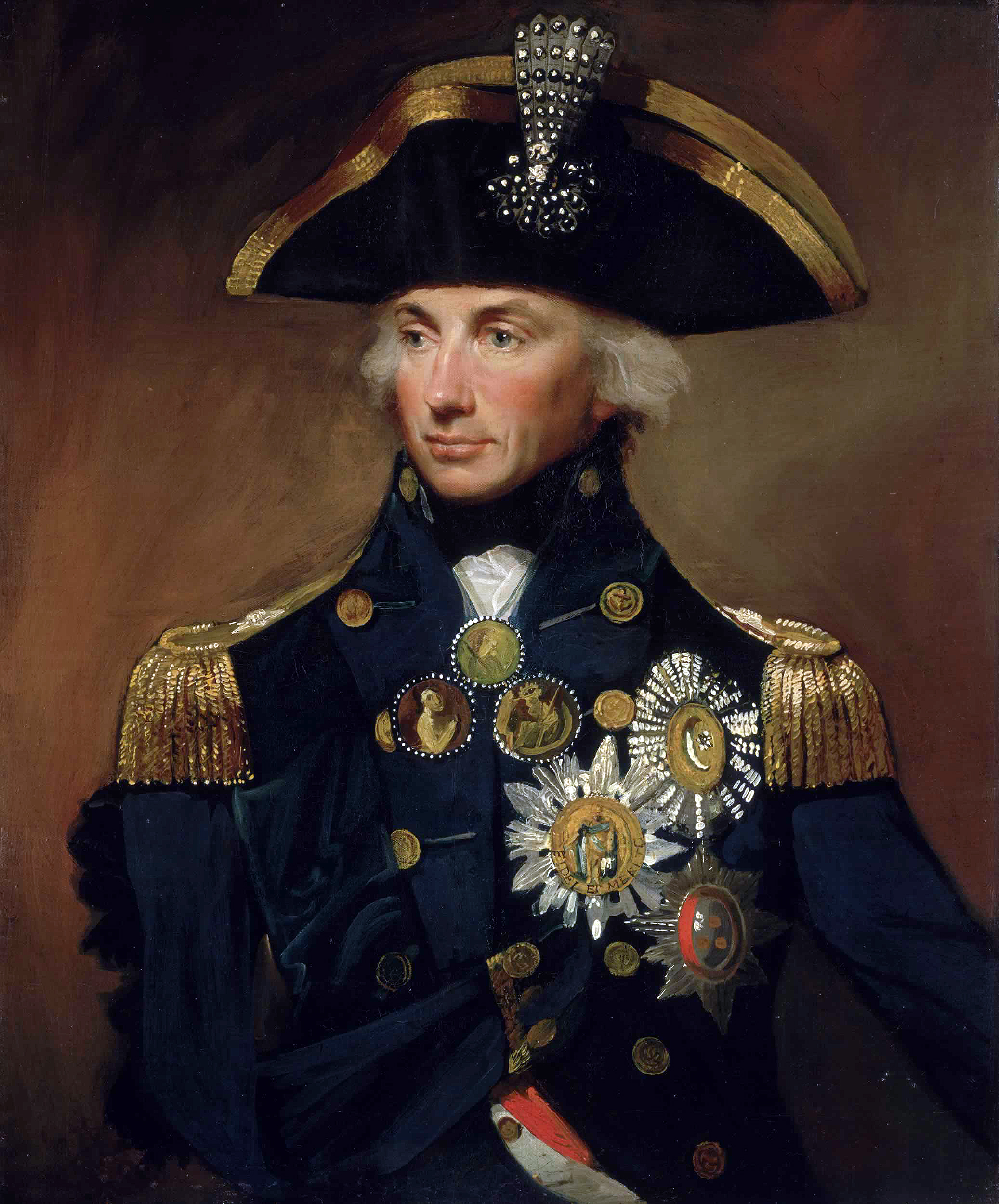
Horatio Nelson.

Nelson est probablement nommé ainsi en l'honneur de l'amiral Horatio Nelson (1758-1805), militaire britannique connu pour sa victoire à la bataille de Trafalgar.

## Géographie
Nelson Junction, le principal village de la paroisse de Nelson, se trouve à 10 km de route au sud du quartier Newcastle de Miramichi.
La paroisse possède un territoire presque rectangulaire, limitrophe de Miramichi au nord, de la paroisse de Glenelg ainsi que de Collette au nord-est, de la paroisse de Rogersville à l'est et de la paroisse de Blackville au sud. Au-delà de la rivière Miramichi, à l'ouest, s'étendent Renous-Quarryville et la paroisse de Derby. La réserve indienne Renous 12 est enclavée au sud du territoire.

### Géologie
Le sous-sol de Nelson est composé principalement de roches sédimentaires du groupe de Pictou datant du Pennsylvanien (entre 300 et 311 millions d'années).

### Villages et hameaux
La paroisse de Nelson comprend les hameaux de Barnaby River, Chelmsford, Doyles Brook, Kirkwood, Lower Barnaby, McKinleyville, Nelson Junction, Semiwagan Ridge et Upper Barnaby.
Nelson Junction se trouve au bord de la rivière Miramichi, au pied du pont du chemin de fer, le long de la route 118 dans le nord-ouest du territoire. Plusieurs villages s'étendent le long de la route 118 vers le sud puis le sud-ouest, en amont du fleuve Miramichi, soit Kirkwood à 5 km, Chelmsford à 8 km, McKinleyville à 11 km, Doyles Brook à 19 km au sud-ouest. La réserve indienne de Renous 12 se trouve également le long de la route 118, à 22 km au sud-ouest de Nelson Junction. Après la réserve, sur la même route, le hameau de White Rapids est partagé avec la paroisse de Blackville.
Barnaby est situé le long de la route 126, au bord de la Rivière Barnaby|rivière éponyme, à 12,5 km de route au sud-est de Nelson Junction. Lower Barnaby s'élève à 4,3 km à l'ouest de Barnaby River et à 10 km de route au sud de Nelson Junction, sur la rive nord de la rivière Barnaby, le long du chemin Barnaby en direction de Kirkwood. Upper Barnaby se trouve sur la rive sud de la rivière; les deux hameaux sont reliés par un pont. Semiwagan Ridge se trouve au sud de Upper Barnaby, le long du chemin Semiwagan, à 14 km de route au sud de Nelson Junction.

## Histoire
Royaume-Uni de Grande-Bretagne et d'Irlande (1801-1867)

La paroisse de Nelson est située dans le territoire historique des Micmacs, plus précisément dans le district de Sigenigteoag, qui comprend l'actuel côte Est du Nouveau-Brunswick, jusqu'à la baie de Fundy.
Le territoire de la paroisse est vraisemblablement colonisé avant 1800 par des immigrants écossais et des colons originaires de la vallée du fleuve Saint-Jean ; il semble que le littoral soit habité en premier. La paroisse est érigée en 1814.
En 1825, le territoire est touché par les Grands feux de la Miramichi, qui dévastent entre 10 000 km2 et 20 000 km2 dans le centre et le nord-est de la province et tuent en tout plus de 280 personnes,. Barnaby River est fondé peu après par des immigrants irlandais du comté Longford ayant transité par Miramichi. La plupart sont employés par les entreprises Gilmour et Rankin. Des gens de Barnaby River fondent par la suite Nelson Village et Semiwagan Ridge après 1829.
La municipalité du comté de Northumberland est dissoute en 1966. La paroisse de Nelson devient un district de services locaux en 1967.

## Démographie
| 2001  | 2006 | 2011 | 2016 |
| ----- | ---- | ---- | ---- |
| 1 021 | 814  | 935  | 957  |

## Économie
Entreprise Miramichi, membre du Réseau Entreprise, a la responsabilité du développement économique.

## Administration

### Comité consultatif
En tant que district de services locaux, Nelson est en théorie administré directement par le Ministère des Gouvernements locaux du Nouveau-Brunswick, secondé par un comité consultatif élu composé de cinq membres dont un président. Il n'y a actuellement aucun comité consultatif.

### Commission de services régionaux
Lower Newcastle-Russelville fait partie de la Région 5, une commission de services régionaux (CSR) devant commencer officiellement ses activités le 1er janvier 2013. Contrairement aux municipalités, les DSL sont représentés au conseil par un nombre de représentants proportionnel à leur population et leur assiette fiscale. Ces représentants sont élus par les présidents des DSL mais sont nommés par le gouvernement s'il n'y a pas assez de présidents en fonction. Les services obligatoirement offerts par les CSR sont l'aménagement régional, l'aménagement local dans le cas des DSL, la gestion des déchets solides, la planification des mesures d'urgence ainsi que la collaboration en matière de services de police, la planification et le partage des coûts des infrastructures régionales de sport, de loisirs et de culture; d'autres services pourraient s'ajouter à cette liste.

### Chronologie municipale

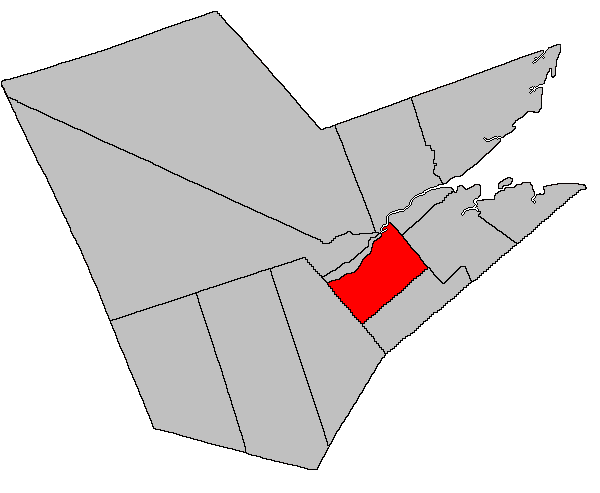
Situation sur une carte des paroisses civiles du comté de Northumberland (certains DSL et municipalités ne sont donc pas montrés).

### Représentation et tendances politiques
Nouveau-Brunswick: La majeure partie de la paroisse de Nelson est comprise dans la circonscription provinciale de Miramichi-Sud-Ouest, qui est représentée à l'Assemblée législative du Nouveau-Brunswick par Jake Stewart, du Parti progressiste-conservateur. Il fut élu en 2010. Le coin sud-est, près de la route 126, est plutôt compris dans la circonscription provinciale de Rogersville-Kouchibouguac, qui est représentée par Bertrand LeBlanc, du Parti libéral. Il fut élu en 2010.
 Canada: Nelson fait partie de la circonscription électorale fédérale de Miramichi, qui est représentée à la Chambre des communes du Canada par Tilly O'Neill-Gordon, du Parti conservateur. Elle fut élue lors de la 40e élection fédérale, en 2008.

## Vivre dans la paroisse de Nelson
Le détachement de la Gendarmerie royale du Canada le plus proche est situé à Sunny Corner. Le bureau de poste le plus proche est quant à lui à Miramichi.
Les anglophones bénéficient du quotidien Telegraph-Journal, publié à Saint-Jean et de l'hebdomadaire Miramichi Leader, publié à Miramichi. Les francophones bénéficient quant à eux du quotidien L'Acadie nouvelle, publié à Caraquet, ainsi que de l'hebdomadaire L'Étoile, de Dieppe.

### Religion
L'église catholique Most Pure Heart of Mary se trouve à Barnaby River. L'église catholique St. Edward's se trouve à Chelmsford.